# Eleições legislativas portuguesas de 1864
As eleições legislativas portuguesas de 1864 foram realizadas no dia 11 de setembro.

## Partidos
Os partidos que tiveram deputados eleitos foram os seguintes:
| Partido | Partido             | Líder | Ideologia       | Espectro |
| ------- | ------------------- | --- | --------------- | -------- |
|         | Partido Histórico   | Nuno José Severo de Mendonça Rolim de Moura Barreto, 9.º conde de Vale de Reis, 2.º marquês de Loulé e 1.º duque de Loulé | Liberalismo     | Centro   |
|         | Partido Regenerador | Fontes Pereira de Melo | Conservadorismo | Direita  |

## Resultados
| ↓                 |                     |
| 145               | 32                  |
| Partido Histórico | Partido Regenerador |

| Partido | Partido             | %            | +/-         | Deputados   | +/-         |             |
| ------- | ------------------- | ------------ | ----------- | ----------- | ----------- | ----------- |
|         | Partido Histórico   | 82,0 / 100,0 | 4           | 145 / 177   | 8           |             |
|         | Partido Regenerador | 18,0 / 100,0 | 4           | 32 / 177    | 8           |             |
| Fonte   | Fonte               | [ 1 ] [ 2 ]  | [ 1 ] [ 2 ] | [ 1 ] [ 2 ] | [ 1 ] [ 2 ] | [ 1 ] [ 2 ] |

### Gráfico
| Gráfico dos resultados | Gráfico dos resultados | Gráfico dos resultados | Gráfico dos resultados | Gráfico dos resultados |
| ---------------------- | ---------------------- | ---------------------- | ---------------------- | ---------------------- |
|                        |                        |                        |                        |                        |
| Partido Histórico      | Partido Histórico      |                        | 82%                    | 82%                    |
| Partido Regenerador    | Partido Regenerador    |                        | 18%                    | 18%                    |